# شبه‌جزیره مانازورو

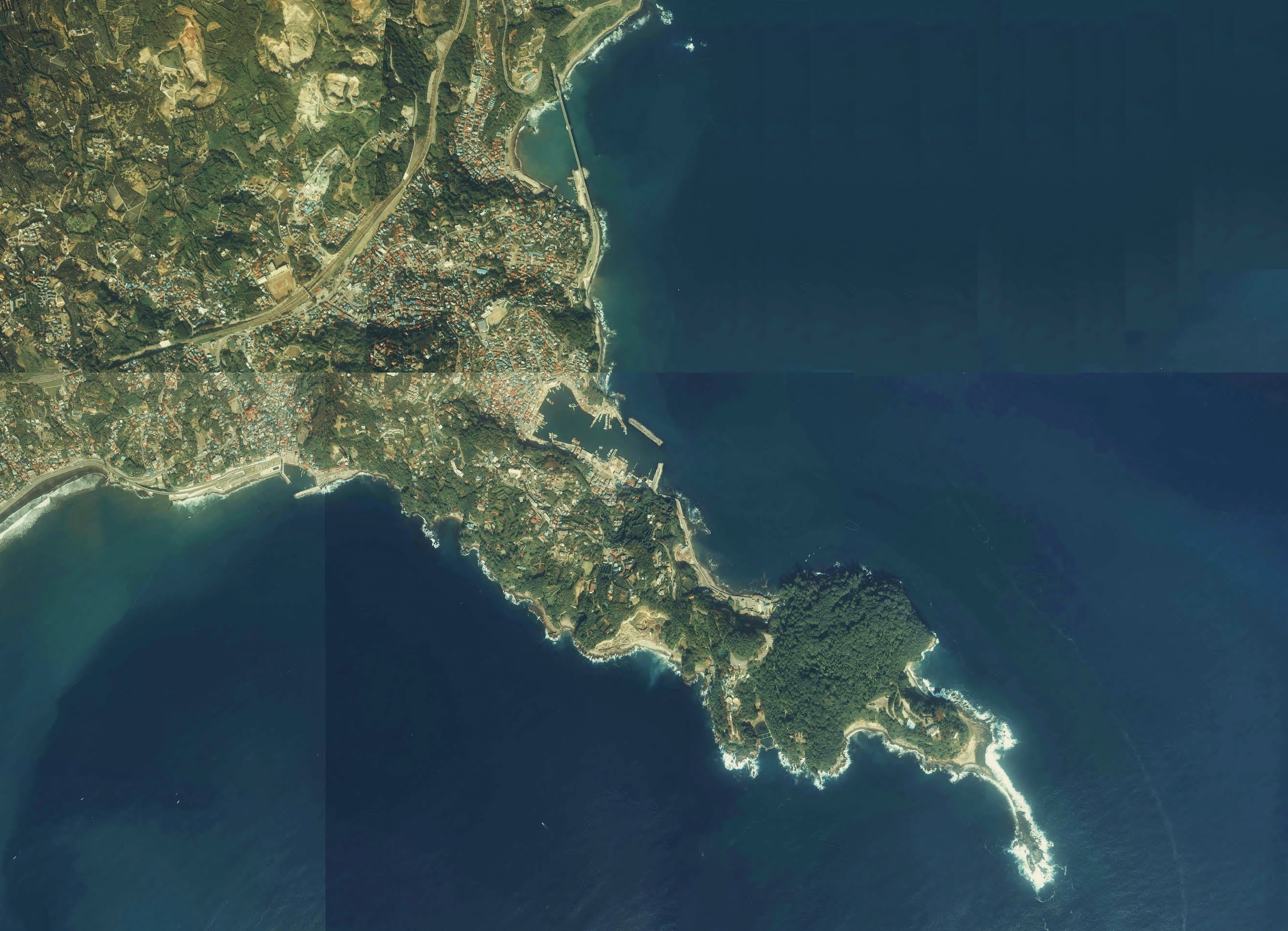

شبه‌جزیره مانازورو (به ژاپنی: 真鶴半島 Manazuru Peninsula)، یک شبه‌جزیره نسبتا کوچک )، ۷ کیلومتر طول و ۱ کیلومتر عرض، در  مانازورو، کاناگاوا، ژاپن است.